# Charlie Dopékoulouyen
Charlie Dopékoulouyen-Yanguéré est un footballeur centrafricain né le 2 janvier 1991 à Mobaye. Il évolue actuellement au poste d'attaquant au Renaissance Berkane.

## Biographie

### Carrière en club
Il commence sa carrière dans un club centrafricain, l'AS Tempête Mocaf. 
Après de très bonnes performances dans son championnat, il est recruté par l'Union sportive monastirienne, un club tunisien qui l'invite à faire un essai. Celui-ci se révèle concluant et il signe un contrat avec l'équipe des jeunes du club. Mais rapidement, il est remarqué par l'entraîneur de l'équipe A qui l'intègre.

### Carrière en sélection
Il s'imposera peu à peu dans l'équipe. Le sélectionneur de l'équipe de Centrafrique, Jules Accorsi qui cherche à remonter le niveau de l'équipe le sélectionne pour un match contre l'Algérie. 
Il rentre en jeu à la 82e minute à la place de Marcelin Tamboulas, puis sur une passe de Foxi Kethevoama, il accélère, puis décoche une frappe inattendue de 38 mètres qui trompe Raïs M'Bolhi. Son équipe gagne alors 2-0.